# 科摩羅駐外機構列表

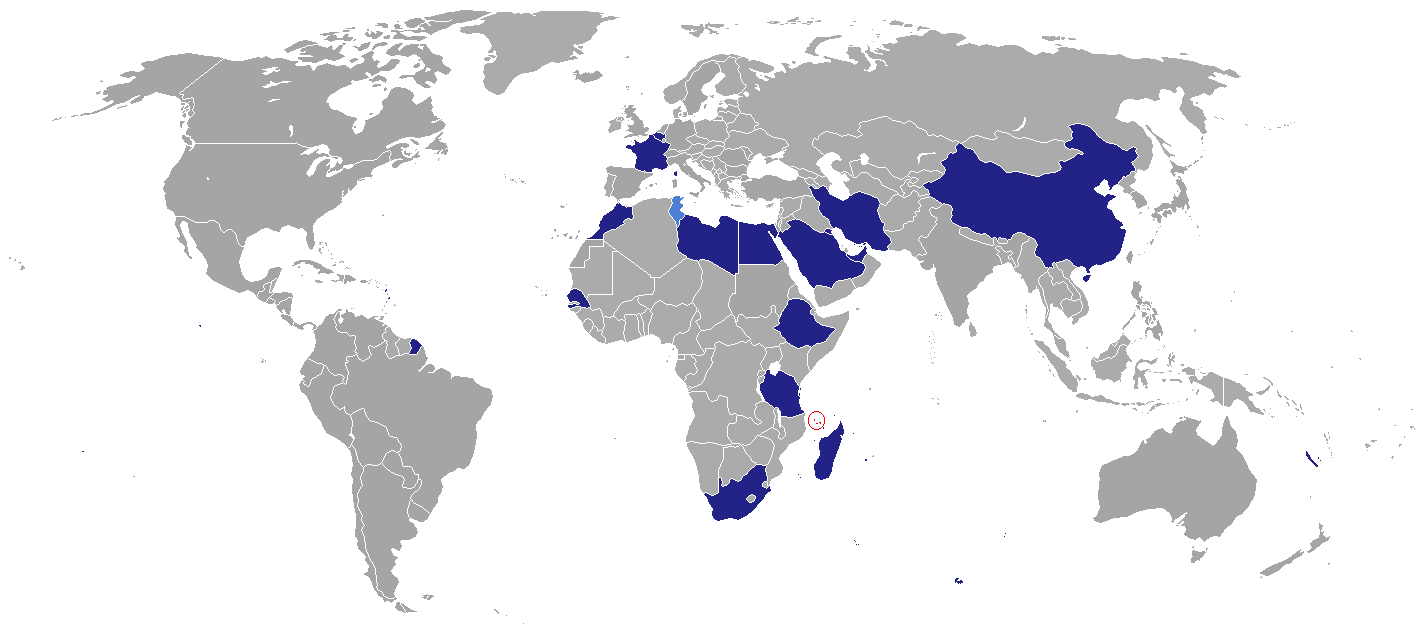
科摩羅駐外機構分佈圖

本列表列出非洲海岛国家科摩罗在世界各国的外交代表机构。

## 非洲
- 埃及
  - 開羅（大使館）
- 衣索比亞
  - 亞的斯亞貝巴（大使館）
- 利比亞
  - 的黎波里（大使館）
- 马达加斯加
  - 塔那那利佛（大使館）
  - 馬哈贊加（領事館）
- 摩洛哥
  - 拉巴特（大使館）[1]
- 塞内加尔
  - 達喀爾（大使館）[2]
- 南非
  - 比勒陀利亞（大使館）[3]
- 坦桑尼亚
  - 達累斯薩拉姆（大使館）[4]
- 突尼西亞
  - 突尼斯城（总领事馆）[5]

## 亞洲
- 中华人民共和国
  - 北京（大使館）[6]
- 伊朗
  - 德黑蘭（大使館）
- 科威特
  - 科威特城（大使館）
- - 多哈（大使館）[7]
- 沙烏地阿拉伯
  - 利雅得（大使館）
  - 吉達（領事館）
- 阿联酋
  - 阿布扎比（大使館）

## 歐洲
- 比利时
  - 布魯塞爾（大使館）
- 法國
  - 巴黎（大使館）

## 國際組織
- 阿拉伯国家联盟
  - 開羅（常駐代表團）
- 联合国
  - 紐約（常駐代表團）[8]